# De Noorderlingen
De Noorderlingen è un film del 1992 diretto da Alex van Warmerdam.